# کوشکی (یوزپلنگ)

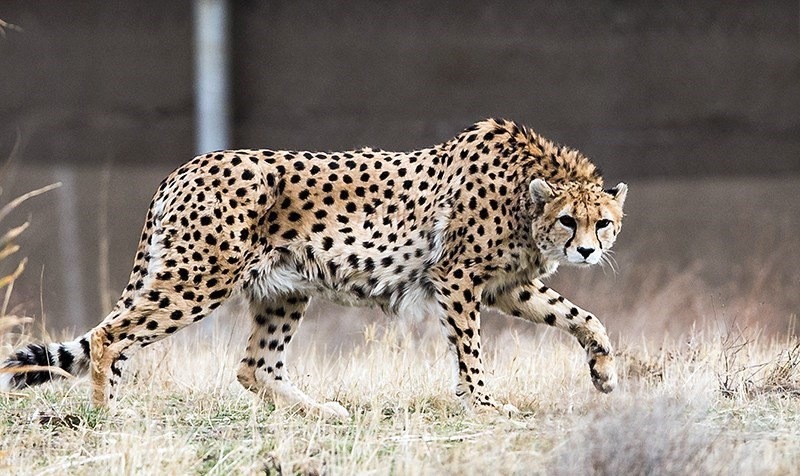
کوشکی در پارک جنگلی پردیسان (۱۳۹۴)

کوشکی یک یوزپلنگ آسیایی در ایران بود که در حصاری به وسعت ۱۲ هکتار در پناهگاه حیات وحش میاندشت در ۱۰ کیلومتری شرق جاجرم در شرایط نیمه‌اسارت نگهداری می‌شد.

## زندگی
در سال ۱۳۸۶، یک شکارچی به‌نامِ «کوشکی» این یوزپلنگ را که در آن زمان یک توله بود به سازمان محیط زیست هدیه داد. او این یوزپلنگ را از سه چوپان که آن را شکار کرده و قصدِ کشتنش را داشتند خریداری کرده بود. کوشکی در شش - هفت ماهگی به تهران برده شد و سه نفر از مدیران سازمان محیط زیست با یک فیلمبردار برای یادگیری روشِ نگهداری از یوزپلنگ در اسارت، به امارات رفتند. کوشکی پس از نگهداری یک ساله در پارک پردیسان تهران به منطقهٔ حفاظت شدهٔ میاندشت فرستاده شد. کوشکی از نوع یوزپلنگ آسیایی بود.
پیش از او، آخرین یوزپلنگ آسیایی در اسارت ماریتا نام داشت که در سال ۱۳۸۲ در پارک پردیسان تهران درگذشت.
این یوز، در اسفند ۱۳۹۳ و در شرایطی که در قفس بود، اقدام به جفت‌گیری با دلبر نمود ولی در پی عفونت کلیوی دلبر، پزشکان مجبور به سقط جنین دلبر شدند. کوشکی نیز دارای یک سنگ صفرا بوده که دامپزشکان آن را تا قبل از تلف شدنش زیر نظر داشتند.

## مرگ
در ۸ بهمن ۱۴۰۱ غلامرضا ابدالی مدیرکل دفتر حفاظت و مدیریت حیات وحش، از تلف شدن این یوز به دلیل پیری و کهولت سن خبر داد. این یوز در زمان مرگ ۱۶ سال داشت که با در نظر رکورد پیشین ۱۵ سال و ۷ ماه، کوشکی دارای بیشترین طول عمر ثبت‌شده برای یوزهاست.

## مسابقه
در اسفندماهِ سال ۱۳۸۸، سازمان حفاظت محیط زیست ایران، اولین دورهٔ مسابقهٔ زیست‌محیطیِ کوشکی را در حوزهٔ عکس و گزارش برگزار کرد.